# تان باركلي
تان باركلي (بالإنجليزية: Tan Barkley)‏ هو مجدف كندي، ولد في 11 ديسمبر 1965 في إدمونتون في كندا.

## وصلات خارجية
- تان باركلي على موقع الاتحاد الدولي للتجديف (الإنجليزية)
- تان باركلي على موقع اللجنة الأولمبية الدولية (الإنجليزية)
- تان باركلي على موقع أوليمبيديا (الإنجليزية)